# Leichtathletik-Weltmeisterschaften 2017/Teilnehmer (Lettland)
| Gelbes Symbol für Goldmedaillen mit stilisierten Olympischen Ringen | Graues Symbol für Silbermedaillen mit stilisierten Olympischen Ringen | Braundes Symbol für Bronzemedaillen mit stilisierten Olympischen Ringen |
| ------------------------------------------------------------------- | --------------------------------------------------------------------- | ----------------------------------------------------------------------- |
| —                                                                   | —                                                                     | —                                                                       |

Von Lettland wurden neun Athletinnen und drei Athleten für die Leichtathletik-Weltmeisterschaften 2017 in London nominiert.

## Ergebnisse

### Frauen

#### Laufdisziplinen
| Athletin              | Disziplin   | Vorlauf    | Vorlauf | Halbfinale         | Halbfinale         | Finale             | Finale             |
| Athletin              | Disziplin   | Zeit       | Platz   | Zeit               | Platz              | Zeit               | Platz              |
| --------------------- | ----------- | ---------- | ------- | ------------------ | ------------------ | ------------------ | ------------------ |
| Sindija Bukša         | 200 m       | 23,54 s    | 29      | nicht qualifiziert | nicht qualifiziert | nicht qualifiziert | nicht qualifiziert |
| Gunta Latiševa-Čudare | 400 m       | 51,37 s PB | 10      | 51,57 s            | 12                 | nicht qualifiziert | nicht qualifiziert |
| Agnese Pastare        | 20 km Gehen |            |         |                    |                    | DSQ                | DSQ                |
| Anita Kažemāka        | Marathon    |            |         |                    |                    | 2:44:49 h SB       | 53                 |
| Ilona Marhele         | Marathon    |            |         |                    |                    | 2:37:40 h PB       | 31                 |

#### Sprung/Wurf
| Athletin         | Disziplin  | Qualifikation | Qualifikation | Finale             | Finale             |
| Athletin         | Disziplin  | Weite         | Platz         | Weite              | Platz              |
| ---------------- | ---------- | ------------- | ------------- | ------------------ | ------------------ |
| Lauma Grīva      | Weitsprung | 6,58 m        | 5             | 6,54 m             | 9                  |
| Anete Kociņa     | Speerwurf  | 62,26 m       | 13            | nicht qualifiziert | nicht qualifiziert |
| Madara Palameika | Speerwurf  | 59,54 m       | 21            | nicht qualifiziert | nicht qualifiziert |

#### Siebenkampf
| Athletin                 | Disziplin | 100 m Hürden | Hochsprung | Kugelstoßen | 200 m | Weitsprung | Speerwurf | 800 m | Punkte | Platz |
| ------------------------ | --------- | ------------ | ---------- | ----------- | ----- | ---------- | --------- | ----- | ------ | ----- |
| Laura Ikauniece-Admidiņa | Ergebnis  | 13,71 s      | DNS        | DNS         | −     | −          | −         | −     | DNF    | −     |
| Laura Ikauniece-Admidiņa | Punkte    | 1020         | 0          | 0           | −     | −          | −         | −     | DNF    | −     |

### Männer

#### Laufdisziplinen
| Athlet               | Disziplin | Vorlauf | Vorlauf | Halbfinale | Halbfinale | Finale | Finale |
| Athlet               | Disziplin | Zeit    | Platz   | Zeit       | Platz      | Zeit   | Platz  |
| -------------------- | --------- | ------- | ------- | ---------- | ---------- | ------ | ------ |
| Valērijs Žolnerovičs | Marathon  |         |         |            |            | DNF    | DNF    |

#### Sprung/Wurf
| Athlet              | Disziplin  | Qualifikation | Qualifikation | Finale             | Finale             |
| Athlet              | Disziplin  | Weite         | Platz         | Weite              | Platz              |
| ------------------- | ---------- | ------------- | ------------- | ------------------ | ------------------ |
| Elvijs Misāns       | Dreisprung | 16,55 m       | 16            | nicht qualifiziert | nicht qualifiziert |
| Rolands Štrobinders | Speerwurf  | 79,68 m       | 19            | nicht qualifiziert | nicht qualifiziert |